# Upsspitze
De Upsspitze is een berg in deelstaat Tirol, Oostenrijk. De berg heeft een hoogte van 2.332 meter en is zeer kort bij de Daniel gelegen.
De Upsspitze is onderdeel van de Danielkamm, dat weer deel uitmaakt van de Ammergauer Alpen.